# Evangelische Sonntags-Zeitung
Die Evangelische Sonntags-Zeitung ist eine Abonnements-Wochenzeitung für das Gebiet der Evangelischen Kirche in Hessen und Nassau (EKHN). Sie erscheint in einer Druckauflage von knapp 10.000 Exemplaren (Stand 2020) in Hessen und in Teilen von Rheinland-Pfalz.
Die Evangelische Sonntags-Zeitung bietet Informationen aus Kirche und Gesellschaft. Sie gibt geistliche Orientierung mit einer wöchentlichen Andacht sowie Beiträgen und Serien zu Glaubensfragen. Eine große Rolle spielen die Ökumene und der Dialog der Religionen. Aktuelle Berichte und Hintergründe aus christlichem Blickwinkel schreibt die Redaktion auch zu Sozialpolitik und Kultur, Umwelt und Entwicklung. Die regionale Berichterstattung gibt Einblicke in das christliche Leben in Gemeinden, Dekanaten und Propsteien.

## Herausgeber
Herausgeber ist die Medienhaus der Evangelischen Kirche in Hessen und Nassau GmbH. Vorsitzender des Aufsichtsrates ist Kirchenpräsident Volker Jung. Auftraggeber ist die EKHN. Chefredakteur war von 1946 bis 1963 Professor Martin Schmidt. Ihm folgte Dekan Willy Schemel bis 1976, gefolgt von Walter Müller-Römheld, der das Amt bis 1990 innehatte. Hans-Gerhard Gensch war Chefredakteur von 1990 bis 1995. Seit 1996 verantwortet Wolfgang Weissgerber das Blatt.

## Geschichte
Am 1. Dezember 1946 erschien die erste Ausgabe der Zeitung unter dem Titel „Weg und Wahrheit.“ Sie umfasste 16 Seiten und kostete 1,50 Reichsmark im Vierteljahr. Sie war von der US-Besatzungsmacht lizenziert. Seine Startauflage von 80.000 Exemplaren erreichte das Blatt „Weg und Wahrheit“ nach Aufhebung des Lizenzzwangs nie mehr. Herausgegeben wurde „Weg und Wahrheit“ im Auftrag der Vorläufigen Kirchenleitung der Kirchen von Nassau, Hessen-Darmstadt und Frankfurt. Diese 1934 unter Zwang zusammengeschlossenen Landeskirchen hatten sich nach dem Krieg zunächst wieder getrennt und am 30. September 1947 erneut vereinigt. Auf einem Kirchentag in Friedberg wurde der Zusammenschluss vollzogen und eine verfassungsgebende Synode für die EKHN beschlossen. Erster Kirchenpräsident war Martin Niemöller, während der Zeit des Nationalsozialismus einer der führenden Vertreter der Bekennenden Kirche. Er war auch Präsident des Ökumenischen Rats der Kirchen.
Gedruckt wurde „Weg und Wahrheit“ zunächst auf den Maschinen des Darmstädter Echo; erschienen ist die Zeitung im Darmstädter Verlag Eduard Roether, später der Evangelische Presseverband in Hessen und Nassau e.V. mit Sitz in Frankfurt. Er ging 1997 in der Gemeinnützigen Medienhaus GmbH auf. Seit 1990 erschien das Blatt als Evangelische Kirchenzeitung. Seit 2004 lautet der Titel „Evangelische Sonntags-Zeitung“.
Im Herbst 2020 erweiterte das Blatt seinen Online-Auftritt und benannte ihn um in „indeon.de“. Zielgruppe im Internet ist nicht die wenig netzaffine, der Kirche hochverbundene Stammleserschaft der Druckausgabe, sondern ein deutlich jüngeres Publikum mit eher loser Kirchenbindung. Die monatlichen Zugriffe stiegen seither sprunghaft an und bewegen sich im unteren fünfstelligen Bereich.